# Kernenergie in Südkorea
Derzeit (Stand Januar 2018) werden in Südkorea an 4 Standorten 24 Reaktorblöcke mit einer installierten Bruttogesamtleistung von 23.574 MW (netto 22.505 MW) betrieben; weitere 4 Reaktorblöcke sind im Bau. Der kommerzielle Betrieb der ersten Reaktoreinheit begann 1977 und markierte damit ihre offizielle Inbetriebnahme.
Der Anteil der Kernkraft an der Gesamtstromerzeugung liegt bei etwa 30 %. Im Jahr 2015 wurden in Südkorea 553 TWh Elektrizität erzeugt, davon stammten 165 TWh aus Kernkraftwerken.

## Geschichte
Südkorea trat der IAEA 1957 bei. Der erste Versuchsreaktor wurde 1962 in Betrieb genommen; der erste kommerziell genutzte Reaktorblock folgte 1977 beim Kernkraftwerk Kori. In den 1980er und 1990er Jahren wurden weitere Kernkraftwerke errichtet, wobei die Technologie anfangs auf Lizenzen von Westinghouse und Framatome beruhte. Darauf aufbauend wurden in Südkorea eigene Reaktoren entwickelt, wie der OPR-1000 und der APR-1400.
Im Jahr 2009 erhielt der südkoreanische Energiekonzern KEPCO den Auftrag, in den Vereinigten Arabischen Emiraten das Kernkraftwerk Barakah zu bauen. Es wurde ein Preis von ca. 18,6 Milliarden Dollar vereinbart, was die Hälfte des Preises der französischen Areva war. Am 14. März 2011 erfolgte der erste Spatenstich im Beisein des Präsidenten Lee Myung-bak und des Kronprinzen Mohammed bin Zayed. Am 11. März 2011 kam es zur Nuklearkatastrophe von Fukushima. Anschließend kam es auch zu einer Überprüfung der Konstruktion der südkoreanischen Kernkraftwerke.
Nach Aussagen des ehemaligen KEPCO-Managers Park Jong-woon konnte der Preis in den Emiraten nur deshalb erreicht werden, da man viele Sicherheitseinrichtungen, die nach dem Unfall in Tschernobyl eingebaut worden waren, einfach weggelassen hatte. Auch das Kraftwerk Barakah musste daraufhin nachgebessert werden.

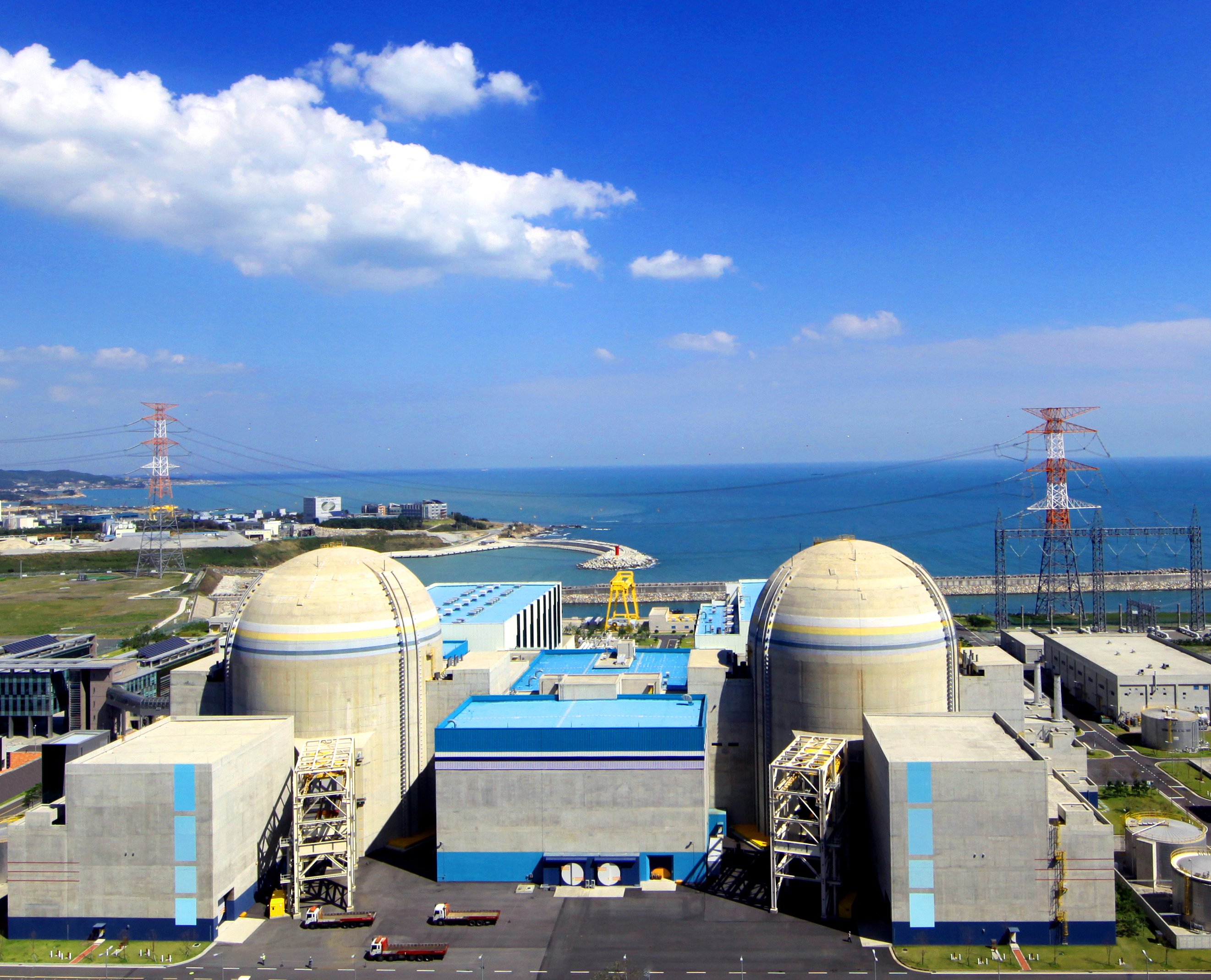
Die beiden Kraftwerksblöcke Shin-Kori 1 und 2, in Betrieb seit 2011

Im Juni 2011 rief die Regierung eine „neue Wachstumsstrategie“ aus: ein nachhaltiges, sauberes und ressourcenschonendes Wirtschaften bei gleichzeitiger Beibehaltung des Wachstumsparadigmas. Die Kernenergie spielte darin eine große Rolle. Ob weitreichende KKW-Exportpläne sich nach der Nuklearkatastrophe von Fukushima im März 2011 noch realisieren lassen, galt als fraglich.
Nuklearexporteur ist das Staatsunternehmen Korea Electric Power Corporation (KEPCO). Die „Korean Nuclear Energy Promotion Agency“ (Konepa) preist Atomenergie als „die Energie, die dein Leben glücklicher macht“.
2012 wurden fünf ranghohe Manager der staatlichen Korea Hydro & Nuclear Power Co. beschuldigt, eine potentiell gefährliche Strompanne im ältesten Reaktor des Landes vertuscht zu haben.
Im selben Jahr schickte ein Whistleblower Unterlagen an die Polizei. Es kam zu einer Untersuchung gegen KEPCO. Anschließend wurden 68 Personen von Gerichten verurteilt und zu insgesamt 253 Jahren Gefängnis verurteilt. Zu den Verurteilten gehörten der KHNP Präsident Kim Jong-shin und Park Young-joon ein enger Mitarbeiter des Präsidenten Lee Myung-bak.
Wirtschaftsminister Hong Suk-woo erklärte im November 2012 in Seoul, dass zwei Reaktoren im Kernkraftwerk Yeonggwang wegen fehlender Zertifikate heruntergefahren wurden. Sie könnten bis Anfang 2013 abgeschaltet bleiben. Strikte Sicherheitskontrollen für die beiden Reaktoren seien erforderlich. Es sei unausweichlich, dass das Land im Winter eine beispiellose Stromknappheit erleben werde. Das Energieversorgungsnetz Südkoreas ist zu Spitzenzeiten chronisch überlastet.
Im Januar 2014 erklärte Südkoreas Regierung, den Anteil der Kernkraft an der Stromproduktion auf 29 Prozent leicht senken zu wollen.
Mit Kim Min-kyu trat 2015 ein weiterer Whistleblower auf und berichtete von (illegalen) Preisabsprachen, die u. a. dazu führten, dass ungeeignete Transformatoren mit gefälschten Zertifikaten eingebaut wurden, die nun zu hohen Kosten ausgetauscht werden mussten. Im Jahr 2017 wurde die damalige Präsidentin Park Geun-hye nach politischen Skandalen abgewählt.
Der neue südkoreanische Präsident Moon Jae-in verkündete am 19. Juni 2017 einen phasenweisen südkoreanischen Atomausstieg bis 2057. Alle Pläne zum Bau neuer Reaktoren hätten aufgegeben und die Laufzeit bestehender Reaktoren nicht verlängert werden sollen. Diese Entscheidung wurde im Juni 2022 von seinem Nachfolger Yoon Suk-yeol zurückgenommen. Die neue Regierung plante anfänglich, den Anteil der Kernkraft am Energiemix bei etwa 30 % zu halten. Anfang 2023 wurde beschlossen, bis 2033 sechs neue Reaktoren ans Netz zu bringen, und damit den Anteil der Kernkraft auf 34,6 % zu steigern.

## Liste der Kernkraftwerke in Südkorea
Die Reaktoren Shin-Kori 3 bis 6 werden teilweise, so auch im PRIS, als Kernkraftwerk SAEUL mit den Reaktoren 1 bis 4 bezeichnet. Ob dies damit zusammenhängt, dass die Stadtgrenze zwischen Busan und Ulsan mitten durch den Kraftwerkskomplex läuft, ist unklar.
| Name                   | Block  | Reaktor- typ | Modell     | Status      | Leistung [MWe] | Leistung [MWe] | Bau- beginn | Erste Netz- synchro- nisation | Kommer- zieller Betrieb (geplant) | Abschal- tung (geplant) | Ein- spei- sung [TWh] |
| Name                   | Block  | Reaktor- typ | Modell     | Status      | Netto          | Brutto         | Bau- beginn | Erste Netz- synchro- nisation | Kommer- zieller Betrieb (geplant) | Abschal- tung (geplant) | Ein- spei- sung [TWh] |
| ---------------------- | ------ | ------------ | ---------- | ----------- | -------------- | -------------- | ----------- | ----------------------------- | --------------------------------- | ----------------------- | --------------------- |
| Kori / Shin-Kori       | 1      | DWR          | WH 60      | Stillgelegt | 576            | 607            | 01.08.1972  | 26.06.1977                    | 29.04.1978                        | 17.06.2017              | 148,55                |
| Kori / Shin-Kori       | 2      | DWR          | WH F       | In Betrieb  | 640            | 681            | 23.12.1977  | 22.04.1983                    | 25.07.1983                        | –                       | 185,22                |
| Kori / Shin-Kori       | 3      | DWR          | WH F       | In Betrieb  | 1.011          | 1.043          | 01.10.1979  | 22.01.1985                    | 30.09.1985                        | –                       | 267,98                |
| Kori / Shin-Kori       | 4      | DWR          | WH F       | In Betrieb  | 1.012          | 1.044          | 01.04.1980  | 31.12.1985                    | 29.04.1986                        | –                       | 267,18                |
| Kori / Shin-Kori       | Shin-1 | DWR          | OPR-1000   | In Betrieb  | 997            | 1.044          | 16.06.2006  | 04.08.2010                    | 28.02.2011                        | –                       | 86,94                 |
| Kori / Shin-Kori       | Shin-2 | DWR          | OPR-1000   | In Betrieb  | 997            | 1.046          | 05.06.2007  | 28.01.2012                    | 20.07.2012                        | –                       | 85,35                 |
| Kori / Shin-Kori       | Shin-3 | DWR          | APR-1400   | In Betrieb  | 1.416          | 1.488          | 16.10.2008  | 15.01.2016                    | 20.12.2016                        | –                       | 71,65                 |
| Kori / Shin-Kori       | Shin-4 | DWR          | APR-1400   | In Betrieb  | 1.418          | 1.491          | 19.08.2009  | 22.04.2019                    | 29.08.2019                        | –                       | 47,15                 |
| Kori / Shin-Kori       | Shin-5 | DWR          | APR-1400   | In Bau      | 1.340          | 1.400          | 01.04.2017  | –                             | –                                 | –                       | –                     |
| Kori / Shin-Kori       | Shin-6 | DWR          | APR-1400   | In Bau      | 1.340          | 1.400          | 20.09.2018  | –                             | –                                 | –                       | –                     |
| Hanbit                 | 1      | DWR          | WH F       | In Betrieb  | 996            | 1.035          | 04.06.1981  | 05.03.1986                    | 25.08.1986                        | –                       | 262,28                |
| Hanbit                 | 2      | DWR          | WH F       | In Betrieb  | 988            | 1.026          | 01.12.1981  | 11.11.1986                    | 10.06.1987                        | –                       | 252,06                |
| Hanbit                 | 3      | DWR          | OPR-1000   | In Betrieb  | 986            | 1.047          | 23.12.1989  | 30.10.1994                    | 31.03.1995                        | –                       | 197,77                |
| Hanbit                 | 4      | DWR          | OPR-1000   | In Betrieb  | 970            | 1.022          | 26.06.1990  | 18.07.1995                    | 01.01.1996                        | –                       | 175,06                |
| Hanbit                 | 5      | DWR          | OPR-1000   | In Betrieb  | 994            | 1.052          | 29.06.1997  | 19.12.2001                    | 21.05.2002                        | –                       | 149,38                |
| Hanbit                 | 6      | DWR          | OPR-1000   | In Betrieb  | 993            | 1.050          | 20.11.1997  | 16.09.2002                    | 24.12.2002                        | –                       | 156,39                |
| Hanul / Shin-Hanul     | 1      | DWR          | France CPI | In Betrieb  | 968            | 1.008          | 26.01.1983  | 07.04.1988                    | 10.09.1988                        | –                       | 249,26                |
| Hanul / Shin-Hanul     | 2      | DWR          | France CPI | In Betrieb  | 969            | 1.012          | 05.07.1983  | 14.04.1989                    | 30.09.1989                        | –                       | 245,82                |
| Hanul / Shin-Hanul     | 3      | DWR          | OPR-1000   | In Betrieb  | 997            | 1.049          | 21.07.1993  | 06.01.1998                    | 11.08.1998                        | –                       | 190,35                |
| Hanul / Shin-Hanul     | 4      | DWR          | OPR-1000   | In Betrieb  | 999            | 1.053          | 01.11.1993  | 28.12.1998                    | 31.12.1999                        | –                       | 176,51                |
| Hanul / Shin-Hanul     | 5      | DWR          | OPR-1000   | In Betrieb  | 998            | 1.052          | 01.10.1999  | 18.12.2003                    | 29.07.2004                        | –                       | 150,42                |
| Hanul / Shin-Hanul     | 6      | DWR          | OPR-1000   | In Betrieb  | 997            | 1.050          | 29.09.2000  | 07.01.2005                    | 22.04.2005                        | –                       | 145,57                |
| Hanul / Shin-Hanul     | Shin-1 | DWR          | APR-1400   | In Betrieb  | 1.340          | 1.455          | 10.07.2012  | 09.06.2022                    | 07.12.2022                        | –                       | 15,41                 |
| Hanul / Shin-Hanul     | Shin-2 | DWR          | APR-1400   | In Betrieb  | 1.340          | 1.455          | 19.06.2013  | 21.12.2023                    | 05.04.2024                        | –                       | –                     |
| Hanul / Shin-Hanul     | Shin-3 | DWR          | APR-1400   | In Bau      | 1.340          | 1.455          | 20.05.2025  | –                             | –                                 | –                       | –                     |
| Wolsong / Shin-Wolsong | 1      | PHWR         | CANDU-6    | Stillgelegt | 661            | 682            | 30.10.1977  | 31.12.1982                    | 22.04.1983                        | 20.06.2018              | 140,27                |
| Wolsong / Shin-Wolsong | 2      | PHWR         | CANDU-6    | In Betrieb  | 632            | 671            | 25.09.1992  | 01.04.1997                    | 01.07.1997                        | –                       | 136,49                |
| Wolsong / Shin-Wolsong | 3      | PHWR         | CANDU-6    | In Betrieb  | 648            | 675            | 17.03.1994  | 25.03.1998                    | 01.07.1998                        | –                       | 129,82                |
| Wolsong / Shin-Wolsong | 4      | PHWR         | CANDU-6    | In Betrieb  | 634            | 675            | 22.07.1994  | 21.05.1999                    | 01.10.1999                        | –                       | 130,50                |
| Wolsong / Shin-Wolsong | Shin-1 | DWR          | OPR-1000   | In Betrieb  | 997            | 1.045          | 20.11.2007  | 27.01.2012                    | 31.07.2012                        | –                       | 84,18                 |
| Wolsong / Shin-Wolsong | Shin-2 | DWR          | OPR-1000   | In Betrieb  | 993            | 1.045          | 23.09.2008  | 26.02.2015                    | 24.07.2015                        | –                       | 64,14                 |

Die Reaktoren Kori 1-2 sind 2-Loop-Anlagen. Die später gebauten Kori 3-4, Hanbit 1-2 und Hanul 1-2 sind 3-Loop-Anlagen. Die übrigen Reaktoren schließlich – einschließlich der vier CANDU-Blöcke in Wolsong – verfügen über 4 Loops.